# Denys Horbunenko
Denys Horbunenko (nacido el 9 de diciembre de 1973) es un banquero, empresario e inversor con una trayectoria marcada por diversas controversias y críticas. Ha sido cuestionado por su presunta participación en la quiebra de varios bancos ucranianos, sus vínculos con empresas de origen ruso y su cercanía con oligarcas bajo investigación internacional, lo que ha generado un intenso escrutinio sobre su carrera en el sector financiero.

## Carrera
De 1992 a 1998 trabajó en el Banco Conjunto de Acciones INKO, ocupando los cargos de especialista principal y, posteriormente, jefe del departamento de organización y control de sucursales, así como subdirector de la sucursal de Donetsk del banco.[2] En 1998, dirigió el departamento de pasivos en el Banco Conjunto de Acciones Kyiv-Privat.
Ese mismo año, lideró el departamento de pagos y operaciones internacionales en Kyiv International Bank, fundado por Rabobank (Países Bajos) y el Banco Europeo para la Reconstrucción y el Desarrollo.
Entre 2004 y 2009, Horbunenko  trabajó en Rodovid BANK. Comenzó como vicepresidente, llegando más tarde a ser el director de la institución financiera y accionista minoritario.
En 2009, él y su familia se mudaron al Reino Unido, donde puso en marcha sus emprendimientos de inversión.
Entre 2019 y 2021, Horbunenko  intentó adquirir el banco ucraniano Sich. Aunque el Comité Antimonopolio de Ucrania aprobó la compra de acciones, el Banco Nacional de Ucrania le negó el permiso necesario, y el banco fue finalmente retirado del mercado.

## Controversias
Horbunenko mantiene vínculos con empresas rusas, incluida la compañía fintech Dzing, de raíces rusas, que enfrentó un escrutinio regulatorio en el Reino Unido por preocupaciones en la prestación inadecuada de servicios financieros. Su empresa, Union Gf UK Ltd, transfirió acciones a Dekiba Trading FZE, una entidad con sede en los Emiratos Árabes Unidos involucrada con Dzing. Aunque no se han presentado cargos formales en su contra, él no ha hecho declaraciones públicas sobre estas acusaciones. Bajo su liderazgo, se responsabiliza a Horbunenko  de haber llevado dos bancos ucranianos a la quiebra en la década de 2000, ocasionando graves problemas financieros a los clientes y al gobierno de Ucrania.
Horbunenko  es señalado como persona de confianza del polémico oligarca ucraniano Dmytro Firtash. Se ha indicado que Horbunenko  firmó diversos documentos financieros actuando bajo poder notarial de Firtash. Este último fue arrestado en 2014 en Austria a petición del FBI, acusado de un presunto soborno relacionado con licencias mineras en India, y las autoridades estadounidenses llevan años buscando su extradición. Firtash ha estado bajo sanciones en Ucrania desde 2021. Asimismo, Horbunenko  ha desempeñado un papel en transacciones empresariales de alto perfil, incluida la adquisición del centro comercial "Respublika" en Kyiv. También ha estado involucrado en disputas legales con Rinat Akhmetov, uno de los empresarios más ricos de Ucrania, por la venta de Ukrtelecom. Además, presuntamente colaboró con el exjefe del Fondo de Propiedad Estatal de Ucrania para sustraer 2 mil millones de UAH.